# Lycette Darsonval
Œuvres principales
Trois Siècles de danse à l’Opéra de Paris ; La Nuit vénitienne (La) ; Combat
Répertoire
Ballets de Serge Lifar
Alice Andrée Marie Perron dite Lycette Darsonval, née le 12 février 1912 à Coutances et morte le 1er novembre 1996 à Saint-Lô, est une danseuse classique et une actrice française.

## Biographie
Lycette Darsonval est la demi-sœur du danseur Serge Perrault. Danseuse dans la rue à Montmartre, elle est repérée et entre à 23 ans à l'Opéra de Paris, où, élève de Nicola Guerra, elle devient l'une des interprètes les plus en vue de la « génération Lifar », promue au rang de danseuse étoile en 1940.
Le titre d'étoile n'étant officiel qu'à partir de 1941, Solange Schwarz et Lycette Darsonval seront les premières danseuses à porter ce titre.
Durant l'Occupation, on retrouve Lycette Darsonval parmi les vedettes régulièrement invitées à l'antenne de la chaîne de télévision allemande Fernsehsender Paris, jusqu'à la libération de la capitale.
En 1957, elle dirige le Ballet de l'Opéra de Paris, qu'elle quitte en 1960 pour prendre la direction du ballet de Nice. Elle enseigne au conservatoire de Nice pendant les années 71-76 ainsi qu'à l'École de danse de l'Opéra de Paris en 1975.
Deux bronzes de Jacques Gestalder représentant Lycette Darsonval, sont exposés à la fondation Bettencourt-Schueller à Neuilly-sur-Seine.
Un portrait de Lycette Darsonval a été peint par Serge Ivanoff.

## Répertoire
Son répertoire comprend de nombreux ballets faisant partie des grands classiques du ballet, mais surtout créés par les chorégraphes plus célèbres de son époque, et tout particulièrement par Serge Lifar.
- Serge Lifar : Oriane et le Prince d'amour ; Sylvia[6] ; La tragédie de Salomé ; Roméo et Juliette ; Phèdre (rôle d'Oenone/Phèdre) ; Le Chevalier Errant ; Cinéma ; David triomphant ; Adélaïde ; La Princesse au jardin ; Joan de Zarissa (rôle de la Duchesse Isabeau) L'amour sorcier (rôle de Lucia) ; Suite en Blanc ; Zadig ; Lucifer ; Endymion ; Variation
- Lander/Lifar/Aveline : Les Indes galantes
- Albert Aveline : Elvire ; Les deux Pigeons ; La Grande Jatte ; La Tragédie de Salomé
- George Balanchine : Le Palais de Cristal
- Mérante : Coppélia
- Victor Gsovsky : La Guimard et Vestris ; Pas de quatre ; Intermezzo
- Jean Coralli/Jules Perrot : Giselle
- Marius Petipa : Le Lac des cygnes (Odette/Odile)
- Michel Fokine : Le Spectre de la rose

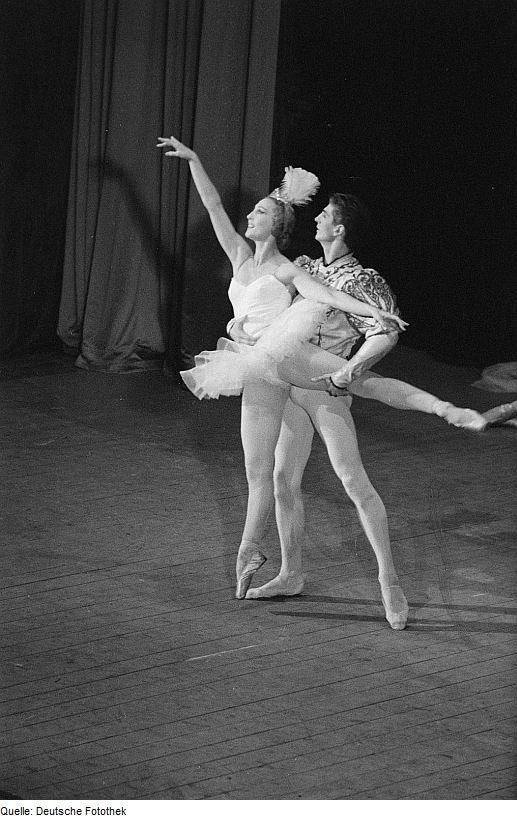
Lycette Darsonval

Forte de sa notoriété, elle fait également des apparitions de danseuse au cinéma, comme dans Douce de Claude Autant-Lara (1943).

## Filmographie
- 1942 : La Danse éternelle de René Chanas et Docteur François Ardoin (court métrage), avec Roland Petit
- 1942 : Symphonie en blanc de René Chanas et Docteur François Ardoin (court métrage), avec Serge Peretti
- 1943 : Douce de Claude Autant-Lara, avec Odette Joyeux
- 1943 : Vautrin de Pierre Billon, avec Madeleine Sologne
- 1943 : Une journée à l'opéra de René Hervouin (court métrage), avec Serge Lifar
- 1949 : Paris capitale de la danse de Marcel Martin (court métrage), avec Micheline Grimoin
- 1950 : Montmartre (film) de Jean-Claude Bernard (moyen métrage), avec Serge Golovine

## Distinctions

### Décorations
- Commandeur de l'Ordre national du Mérite
- Chevalier des Arts et des Lettres
- Chevalier des palmes académiques